# Тяжёлая атлетика на летних Олимпийских играх 1960
Соревнования по тяжёлой атлетике на летних Олимпийских играх 1960 года прошли среди мужчин с 7 по 10 сентября. Были разыграны медали в 7 весовых категориях. В соревнованиях приняли участие 172 спортсмена из 53 стран. Место проведения — «Палаццетто делло Спорт» (итал. Palazzetto dello Sport) на Пьяцца Апполодоро в Риме.
Турнир стал триумфом советских тяжелоатлетов. СССР представляли 6 спортсменов, и они выиграли 5 золотых и 1 серебряную награду в 7 категориях. Единственный серебряный призёр Трофим Ломакин в категории до 90 кг уступил только другому советскому тяжелоатлету Аркадию Воробьёву.
Одним из наиболее ярких моментов всех Олимпийских игр стало выступление 25-летнего Юрия Власова, который в категории свыше 90 кг установил мировой рекорд в троеборье — 537,5 кг.

## Медалисты
| Дисциплина  | Золото                    | Серебро              | Бронза                      |
| ----------- | ------------------------- | -------------------- | --------------------------- |
| 56 кг       | Чарльз Винчи США          | Ёсинобу Миякэ Япония | Исмаил Элмха Иран           |
| 60 кг       | Евгений Минаев СССР       | Айзек Бергер США     | Себастьяно Маннирони Италия |
| 67,5 кг     | Виктор Бушуев СССР        | Тан Хоу Лян Сингапур | Абдул Вахид Азиз Ирак       |
| 75 кг       | Александр Курынов СССР    | Тамио Коно США       | Дьёзё, Вереш Венгрия        |
| 82,5 кг     | Иренеуш Палиньский Польша | Джим Джордж США      | Ян Бохенек Польша           |
| 90 кг       | Аркадий Воробьёв СССР     | Трофим Ломакин СССР  | Луис Мартин Великобритания  |
| свыше 90 кг | Юрий Власов СССР          | Джеймс Брэдфорд США  | Норберт Шемански США        |

## Общий медальный зачёт
| Место | Страна         | Золото | Серебро | Бронза | Всего |
| ----- | -------------- | ------ | ------- | ------ | ----- |
| 1     | СССР           | 5      | 1       | 0      | 6     |
| 2     | США            | 1      | 4       | 1      | 6     |
| 3     | Польша         | 1      | 0       | 1      | 2     |
| 4     | Япония         | 0      | 1       | 0      | 1     |
| 4     | Сингапур       | 0      | 1       | 0      | 1     |
| 6     | Великобритания | 0      | 0       | 1      | 1     |
| 6     | Венгрия        | 0      | 0       | 1      | 1     |
| 6     | Иран           | 0      | 0       | 1      | 1     |
| 6     | Ирак           | 0      | 0       | 1      | 1     |
| 6     | Италия         | 0      | 0       | 1      | 1     |
| Итого | Итого          | 7      | 7       | 7      | 21    |